# 중정기념당역
중정기념당역(중국어 정체자: 中正紀念堂站, 병음: Zhōngzhèng Jìniàntáng zhàn)은 타이베이시 중정 구에 있는 타이베이 첩운 쑹산신뎬선과 타이베이 첩운 단수이신이선의 환승역이다.

## 역 구조

### 승강장
| B2F | 1 |  | 타이베이 첩운 단수이신이선（상행） | 타이베이역・베이터우・단수이방면 |
| B2F | 2 |  | 타이베이 첩운 쑹산신뎬선（상행）   | 시먼・쑹산방면                   |
| B3F | 3 |  | 타이베이 첩운 단수이신이선（하행） | 다안・샹산방면                   |
| B3F | 4 |  | 타이베이 첩운 쑹산신뎬선（하행）   | 타이뎬다러우・신뎬방면           |

### 역 출구
- 출구1 : 루스벨트 로 1단
- 출구2 : 루스벨트 로 1단
- 출구3 : 루스벨트 로 1단
- 출구4 : 루스벨트 로 1단
- 출구5 : 아이궈동로와 중산남로의 교차로
- 출구6 : 중산남로
- 출구7 : 아이궈서로

|  |  |  |

|  |  |  |

|  |